# Хелен Шиверс
Хелен Шиверс (англ. Helen Shivers) — героиня фильма «Я знаю, что вы сделали прошлым летом» (1997) и одноимённого романа для подростков 1973 года. Её придумала американская писательница Лоис Дункан (в книге персонаж носит фамилию Риверс), а образ для фильма создал сценарист Кевин Уильямсон. Хелен, победительница конкурса красоты маленького рыбацкого городка, отправляется на пляж вместе с друзьями отпраздновать окончание школы. На обратной дороге подростки сбивают на машине неизвестного мужчину. Боясь последствий преступления, они сбрасывают тело в море, и клянутся хранить произошедшее в тайне. Через год кто-то начинает преследовать молодых людей, угрожая расправой.
Хелен сыграла американская актриса Сара Мишель Геллар. Хотя сам фильм получил смешанные отзывы, критики оценили игру Геллар, а много лет спустя картину стали считать культовой. В 2018 году в Лос-Анджелесе был поставлен пародийный мюзикл, где Хелен сыграла актриса Грир Грэммер.

## История

### Книга
романе Хелен Риверс (персонаж носит другую фамилию) — девушка из большой семьи, бросившая школу. Она начала успешную карьеру на местном телевидении. Она стала частью ночного происшествия, в результате которого машина, в которой она находилась вместе с Барри Коксом, Джули Джеймс и Рэем Бронсоном, сбила Дэвида — мальчика на велосипеде.
Год спустя Джули показывает подруге письмо со словам «Я знаю, что вы сделали прошлым летом». На следующий день Хелен знакомится с новым соседом — она проживает в квартирном комплексе — очаровательным молодым человеком по имени Коллингсворт Уилсон. Позже кто-то прикалывает к её двери вырезку из газеты со статьёй о гибели маленького мальчика. Вскоре герои понимают, что кто-то преследует их.
Ближе к финалу книги Коллингсворт нападает на Хелен в её собственной квартире, но девушке удаётся спастись. Уилсон оказывается старшим братом Дэвида, решившим отомстить безответственным подросткам за смерть мальчика. Хелен вызывает полицию и направляет их в дом Джули — её подруга стала следующей целью Коллингсворта.

### Фильм
Четвёртого июля Хелен побеждает на конкурсе красоты и рассказывает, что мечтает стать актрисой и жить в Нью-Йорке. После этого она едет на пляж со своими друзьями Джули Джеймс, Барри Коксом и Рэем Бронсоном. Двигаясь по проселочной дороге, они случайно сбивают человека. Подростки решают сбросить тело в море и никогда не рассказывать о случившемся.
Год спустя выясняется, что Хелен работает в семейном магазине — с актёрской карьерой ничего не вышло. Джули получает письмо без обратного адреса, в котором говорится: «Я знаю, что вы сделали прошлым летом!» — девушка разыскивает Хелен, а затем бывшие подруги встречаются с Барри и Рэем. Вскоре и остальные начинает получать угрожающие сообщения от таинственного незнакомца. Однажды утром Хелен просыпается в своей комнате и обнаруживает, что её волосы острижены, а на зеркале написано красной губной помадой одно слово — «Скоро».
Во время очередного конкурса красоты Хелен становится свидетельницей убийства Барри. Поскольку тело юноши не найдено, полиция не верит Хелен. Офицер увозит Хелен домой, но убийца останавливает машину по дороге. Незнакомец в костюме рыбака убивает полицейского, а затем начинает преследовать Хелен. Девушка оказывается в своём семейном магазине. Маньяка входит через незапертую заднюю дверь и убивает старшую сестру Хелен, Эльзу. Хелен выбирается из магазина и видит праздничный парад в конце переулка, ведущего на главную улицу. Ей кажется, что она спаслась, но неожиданно появляется Рыбак и убивает девушку, а звуки парада заглушили её крики и шум. Позже Джули обнаруживает тело Хелен на лодке Рыбака, оказавшегося мужчиной по имени Бен Уиллис — тем самым незнакомцем, которого друзья сбили года назад.
В одной из сцен сиквела «Я всё ещё знаю, что вы сделали прошлым летом» зрители видят фото Хелен на тумбочке в комнате Джули.

## Образ

### Кастинг
«В фильме есть ужасная сцена погони, где она знает, что это конец. Если он доберется до неё, то убьёт — и она принимает этот факт. Так что она должна действительно… как говорится, бежать так, словно от этого зависит её жизнь. До этого Рыбак использовал тактику запугивания. Он пугал их, посылал письма, играл с ними. Теперь всё серьезно».
Сара Мишелль Геллар стала последней из 4-х актёров, утверждённых на ведущие роли. В фильме 1997 года она была описана как «победительница местного конкурса красоты, которая хочет стать актрисой».

### Оценка критиков
Спустя годы после выхода фильма Хелен стали называть прорывным персонажем. Эйприл Вулф в статье портала «Rotten Tomatoes»: «Ключом к успеху персонажа в качестве лучшей подруги главной героин является ее беззастенчивое и бесстыдное тщеславие. Игра Сары Мишель Геллар изображает героиню, как королеву красоты с душой, которая, вероятно, могла бы многого достичь. Она — женщина, у которой есть план выследить убийцу и достаточно смелости, чтобы ворваться в толпу зевак на конкурсе талантов „Croaker Queen Pageant“ и спасти свою подругу. К сожалению, удача просто не была на её стороне».
Александра Уэст в своей работе «The 1990s Teen Horror Cycle: Final Girls & A New Hollywood Formula» отмечает, что фильм постоянно подчёркивает её физическую привлекательность и поверхностное отношение к жизни, тщеславие: «Хелен постоянно обрамляют изображена в дверных проёмах и отражении зеркал, что создаёт ощущение, что она — объект, на который нужно смотреть, и что её внешность — её главное качество». Однако автор отмечает, что это резко контрастирует с её внутренней борьбой, которая показывается ближе к финалу: «Режиссёр Джим Гиллеспи даёт понять, что Хелен совершенно одинока, у неё нет сильных привязанностей, и она будто испытывает огромное облегчение, когда появляется эта записка — она даёт ей повод воссоединиться с друзьями. Её смерть в равной степени напряжённая и трагичная».
Крис Эггертсен из «Uproxx» назвал Хелен сложным персонажем и отметил «убедительную» игру Геллар, «сумевшей превратить Хелен из пресной, поглощенной собой королевы красоты в полностью реализованный и привлекательного персонажа». Сара Сенчури в обзоре для портала «Syfy Wire» описала Хелен, как «неотразимого персонажа», выделяющихся на фоне других персонажей фильмов ужасов благодаря её характеру: «Фильмы ужасов обычно не стараются эмоционально раскрыть характер персонажей, обречённых на смерть. На первый взгляд, Хелен поверхностна, одержима конкурсами красоты и переездом в Нью-Йорк. Тем не менее, с самого начала в Хелен есть что-то, что придает её персонажу большую значимость, чем кажется на первый взгляд. Только о сцене её смерти написано множество эссе, а сам персонаж стал невероятно значимым». Александра Уэст также отметила, что сюжетная линия Хелен выделяется на фоне историй других центральных персонажей фильма.
Портал «Game Rant» включил Хелен в список «5 персонажей из ужастиков, достойных собственного фильма». Сцена гибели Хелен попала на 2-е место в списке «Персонажей, которые почти выжили» портала «What Culture». Росс Филлип в своём обзоре «10 хорошо написанных персонажей ужасов, которых уничтожила одна сцена» отметил, что в очень напряжённой сцене погони Хелен так неистово сражалась за своё спасение, что её гибель стала большим разочарованием для зрителей. Ванесса Маки назвала Хелен персонажем, который должен был стать «последней выжившей» в фильме.

### Номинации
Геллар получила номинацию на премии «Blockbuster Entertainment Awards» (в категории «Любимая актриса второго плана в фильме ужасов») и MTV Movie & TV Awards за «Прорыв года».

### Пародии
Персонаж был спародирован в фильмах «Очень страшное кино» (2000) (роль Баффи Гилмор сыграла актриса Шеннон Элизабет) и «Ну очень страшное кино» (Джули Бенц сыграла Барбару Праймсаспект), а также мюзикле «I Know What You Did Last Summer: The Unauthorized Musical» — его премьера состоялась в театре «El Cid» в Лос-Анджелесе в 2018 году, а роль сыграла Грир Грэммер.